# I Am Not a Robot
I Am Not a Robot è un singolo della cantante inglese Marina and the Diamonds pubblicato il 22 giugno 2009 dall'etichetta discografica Neon Gold Records.

## Il disco
Il disco è stato ripubblicato il 26 aprile 2010 dalle etichette 679 Recordings e Chop Shop Records. Il singolo verrà in seguito incluso nell'album di debutto dell'artista, The Family Jewels. 
Nello stesso anno, la cantante statunitense Hoodie Allen ha inciso un remix del singolo, intitolato You're Not A Robot, che comprende il featuring della stessa Marina And The Diamonds.

## Tracce
EP di iTunes (Regno Unito)
1. I Am Not a Robot — 3:35
2. I Am Not a Robot (Passion Pit Remix) — 4:54
3. I Am Not a Robot (Clock Opera Remix) — 4:39
4. I Am Not a Robot (Doorly Remix) — 5:20
5. I Am Not a Robot (versione acustica)

CD singolo
1. I Am Not a Robot — 3:35
2. I Am Not a Robot (Doorly Remix) — 5:20

7"
A. I Am Not a Robot — 3:35
B. I Am Not a Robot Flex'd Rework (Passion Pit remix) — 4:54
7" (edizione limitata)
A. I Am Not a Robot — 3:35
B. I Am Not a Robot (Clock Opera Remix) — 4:39
CD singolo (Stati Uniti)
1. I Am Not a Robot (Passion Pit Remix) — 4:54
2. I Am Not a Robot (Starsmith 24 Carat Remix) — 5:18
3. Obsessions (Ocelot Remix) — 6:27

## Classifiche
| Classifica (2010) | Posizione massima |
| ----------------- | ----------------- |
| Belgio (Fiandre)  | 71                |
| Belgio (Vallonia) | 58                |
| Norvegia          | 6                 |
| Regno Unito       | 26                |
| Svezia            | 11                |